# Sarah Gilman
Sarah Baldwin Gilman (Los Angeles, 18 de janeiro de 1996) é uma atriz norte-americana. Ela é conhecida por seus papéis como Delia Delfano em I Didn't Do It e Wynn em Foursome. Ela também é conhecida por seu papel principal como Velma Dinkley em Daphne & Velma.

## Biografia
Gilma nasceu em Los Angeles, Califórnia. Ela se formou com louvor na Flintridge Preparatory School, onde também obteve a designação de Advanced Placement Scholar. Gilman começou a frequentar a Universidade do Sul da Califórnia no outono de 2014, estudando produção cinematográfica, roteiro e teatro. Ela se formou como Bacharel em Artes em 2019.

## Filmografia
| Ano           | Título            | Papel              | Notas                                     |
| ------------- | ----------------- | ------------------ | ----------------------------------------- |
| 2011          | Hold for Laughs   | Margaret Rose      | Filme curto                               |
| 2012          | Up All Night      | Jamie              | Episódio: "Baby Fever"                    |
| 2012–2017     | Last Man Standing | Cammy Harris       | Elenco recorrente, 9 episódios            |
| 2013          | Marvin Marvin     | Hailey             | Episódio: "Double Date"                   |
| 2014          | Kroll Show        | Cardoni's Daughter | Episódio: "Sponsored by Stamps"           |
| 2014–2015     | I Didn't Do It    | Delia Delfano      | Elenco principal                          |
| 2015          | Jessie            | Delia Delfano      | Episódio: "The Ghostest with the Mostest" |
| 2018          | Daphne & Velma    | Velma Dinkley      |                                           |
| 2018          | Foursome          | Wynn               | Elenco principal; Temporada 4             |
| 2021–presente | CSI: Vegas        | Penny Gill         | Elenco recorrente                         |